# (22168) Вайсфлог
(22168) Вайсфлог (лат. Weissflog) — астероид, относящийся к группе астероидов пересекающих орбиту Марса. Он был открыт 30 ноября 2000 года немецкими астрономами J. Kandler и G. Lehmann в обсерватории Дребах и назван в честь немецкого прыгуна с трамплина Йенса Вайсфлога.

Орбита астероида Вайсфлог и его положение в Солнечной системе